# Euporus pygmaeus
Euporus pygmaeus là một loài bọ cánh cứng trong họ Cerambycidae.